# Melchiorre Guilandino
Melchiorre Guilandino (in lingua tedesca Melchior Wieland; Königsberg, 1520 circa – Padova, 25 dicembre 1589) è stato un medico e botanico tedesco.

## Biografia

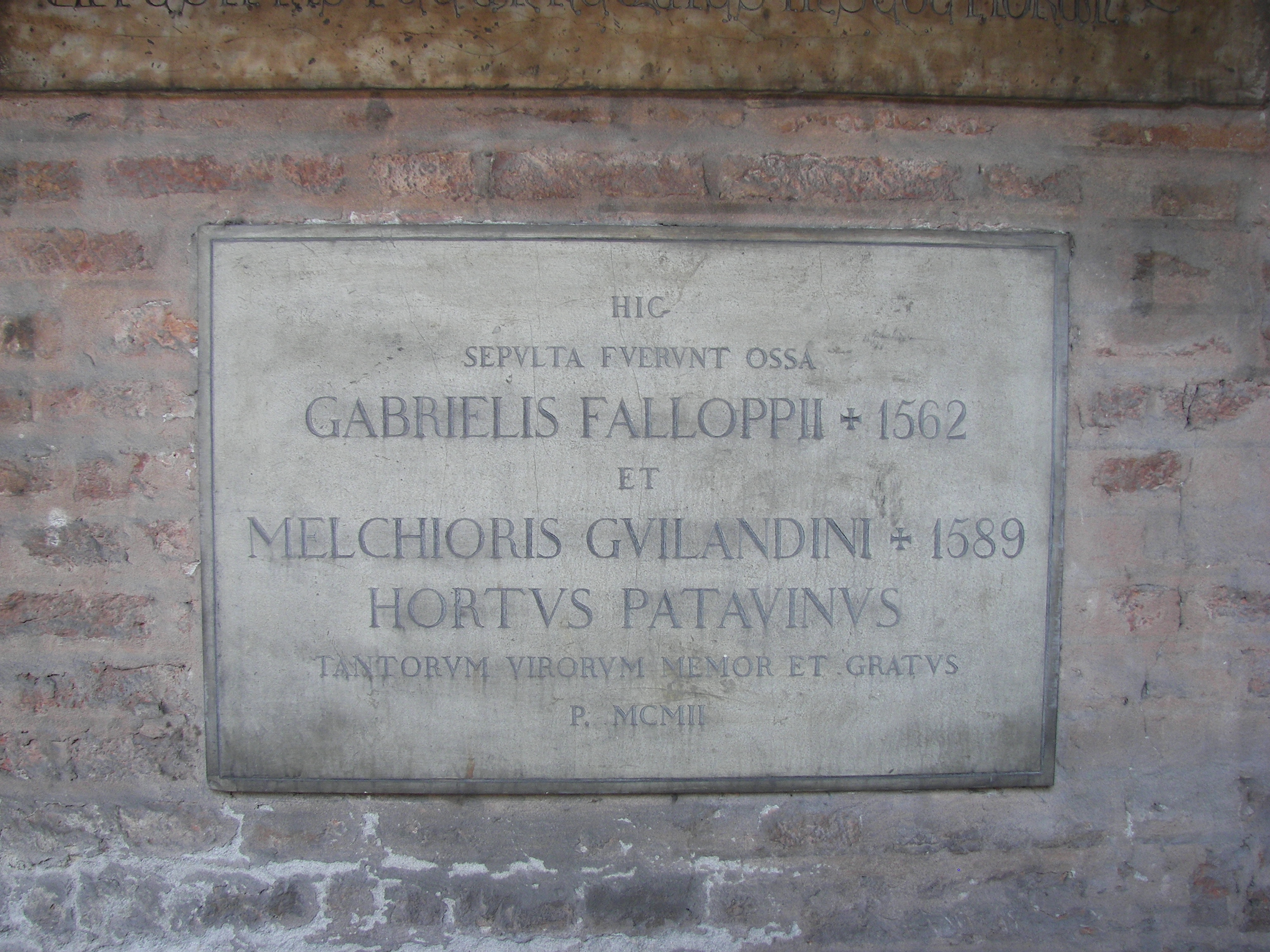
Basilica di Sant'Antonio da Padova - Lapide tombale di Gabriele Falloppio e Melchiorre Guilandino.

Il Guilandino studiò medicina prima a Roma e poi a Padova, per poi dedicarsi soprattutto agli studi di botanica. Compì un viaggio in Siria, Palestina ed Egitto, ma durante il ritorno fu fatto prigioniero da pirati saraceni, perdendo le collezioni naturalistiche che aveva raccolto. Fu riscattato dopo alcuni anni grazie al suo compagno Gabriele Falloppio. Ritornato a Padova, fu nominato prefetto dell'Orto botanico di Padova e nel 1567 professore di botanica nella locale Università. Ha lasciato alcuni scritti di botanica.
La sua lapide sepolcrale si trova nel Chiostro della Magnolia della Pontificia Basilica di Sant'Antonio di Padova, doppia con il presunto compagno Gabriele Falloppio, morto in precedenza.

## Opere

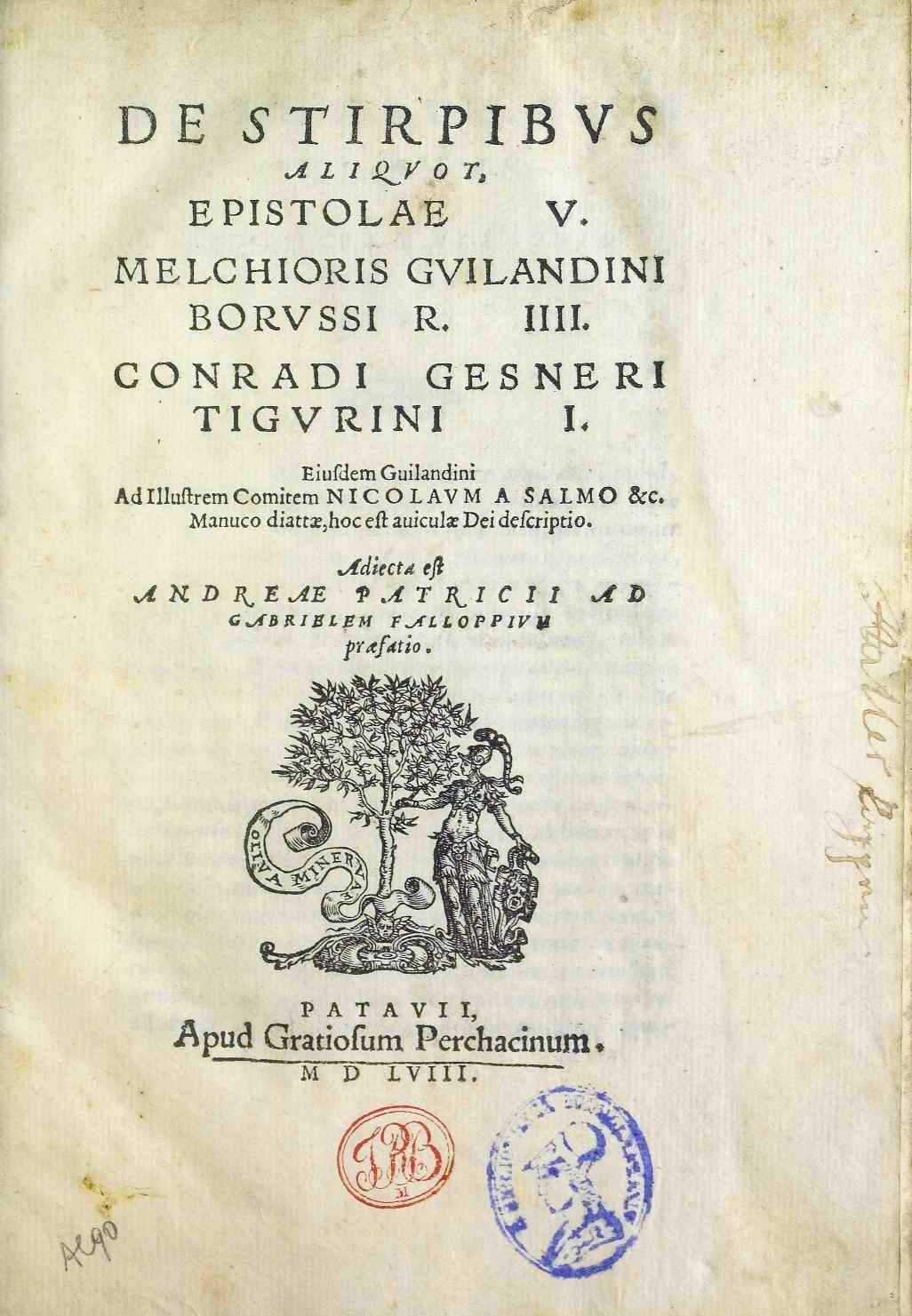
De stirpibus aliquot, 1558

- (LA) De stirpibus aliquot, Padova, Grazioso Percacino, 1558.